# Liste der Naturdenkmale in Breuberg
Die Liste der Naturdenkmale in Breuberg nennt die im Gebiet der Stadt Breuberg im Odenwaldkreis in Hessen gelegenen Naturdenkmale.
| Bild            | Bezeichnung         | Ortsteil, Lage                           | Beschreibung                                                             | Art | Nr.     |
| --------------- | ------------------- | ---------------------------------------- | ------------------------------------------------------------------------ | --- | ------- |
| Fotos hochladen | Linde bei Hainstadt | Hainstadt 49° 50′ 15,5″ N, 9° 2′ 46,2″ O | Kreuzung zwischen Winter- und Sommerlinde, Höhe 16 m, Stammumfang 3,25 m |     | 437.151 |

## Belege
1. ↑  
Naturdenkmale im Odenwaldkreis in Google Maps, abgerufen am 7. April 2020.

- Karte mit allen Koordinaten:
- OSM |
- WikiMap